# University of Detroit Mercy
La University of Detroit Mercy è un'università privata di indirizzo cattolico con sede a Detroit, nello stato americano del Michigan.
L'università è sorta nel 1990 dall'unione della University of Detroit, fondato nel 1877 dai gesuiti come Detroit College, con il Mercy College of Detroit, aperto nel 1941 dalle suore della misericordia.